# Die Jagd nach dem Glück (1930)
Die Jagd nach dem Glück ist der Titel eines deutschen Spielfilms, den der Bühnenbildner und Regisseur Rochus Gliese 1929/1930 nach einem  Drehbuch, das er zusammen mit Lotte Reiniger und Carl Koch geschrieben hatte, für die Berliner Comenius Film GmbH realisierte. Der Film war international besetzt mit dem russischen Schauspieler Alexander Murski, der Amerikanerin Amy Wells und den Franzosen Jean Renoir und Catherine Hessling, mit welchen Reiniger und Koch auch privat befreundet waren. „Die Jagd nach dem Glück“ war das Leinwand-Début für die deutsche Bühnenschauspielerin Hilde Körber.
Der Film enthält animierte Schattenspielszenen, die der Trickfilmspezialist Berthold Bartosch mit Silhouetten von Lotte Reiniger ausgeführt hat.
Das Spiel im Spiel „besteht aus einer Serie von 16 kurzen Episoden, die einen Mann auf verschiedenen Wegen bei der Jagd nach dem Glück zeigen. In einer dieser Episoden betritt das Glück, symbolisiert durch eine schöne Frau mit einem Füllhorn, aus dem sie unparteiisch Blumen als Gunstbezeugungen verteilt, einen Zirkus und reitet ohne Sattel vor den Zuschauern, um zu zeigen, dass sie ohne Anstrengungen vollbringt, wozu andere Jahre des Trainings brauchen.“
Reiniger und Koch assistierten Gliese auch bei der Tonregie, als der 1929 noch stumm begonnene Film nachvertont werden sollte; er kam 1930 als Tonfilm heraus.
„So wie Glieses Film vom Niedergang einer veralteten Technik handelt, die durch eine neue ersetzt wird, stand er selbst am Übergang vom Stumm- zum Tonfilm“.

## Handlung
Der Schausteller Marquant bereist mit seiner Guckkastenbühne die Jahrmärkte, doch der Zuspruch des Publikums lässt mehr und mehr nach. Jeanne, seine Tochter und sein Gehilfe Mario möchten, um dem abzuhelfen, eine ganz neue Schau mit Hilfe moderner Projektion entwickeln. Der alte Schausteller, der am Herkömmlichen festhalten will, hat dafür aber wenig Verständnis und wirft beide hinaus.
Das Mädchen Cathérine von der Schießbude hat sich in Mario verliebt. In dem Platzwart Robert findet sie einen Mäzen für seine Ideen. Als der aber Cathérine zu nahe tritt, verprügelt ihn Mario und rächt sich, indem er den Vertrag für die Schau an Marquant überschreibt. Der will zunächst die Schau schließen, bemerkt aber dann das Interesse des Publikums daran. Er söhnt sich mit Jeanne und Mario aus. Mit ihrem neuen Programm hat er wieder Erfolg auf dem Jahrmarkt.

## Hintergrund
An der Kamera stand Fritz Arno Wagner, für optische Spezialeffekte sorgten Lotte Reiniger und Berthold Bartosch. Als Standphotograph war Alex Strasser beschäftigt. Die Filmbauten stammten von Rochus Gliese und Arno Richter, Aufnahmeleiter war Heinz Heger. Für die Nachvertonung war als Tonmeister Richard Masseck engagiert. Die Produktionsleitung hatte Carl Koch.
Außenaufnahmen wurden in La Ciotat bei Marseille, Südfrankreich gedreht, die Innenszenen im Grunewald-Atelier in Berlin.
Die Filmmusik komponierte Theo Mackeben, den Liedtext für den Schlager „Treuloses Glück“, der während der animierten Silhouettensequenzen erklang und auch auf Grammophonplatten erhältlich war, dichtete Karl Brüll.
Tondokumente:
- Treuloses Glück. Slow-fox aus dem Tonfilm „Die Jagd nach dem Glück“ (Theo Mackeben – Karl Brüll) Ilja Livschakoff Tanz-Orchester. Grammophon 23 335 (mx. 2925 BR), aufgenommen im Juni 1930
- Treuloses Glück, Fox Trot (Theo Mackeben) Theo Mackeben mit seinem Jazz-Orchester, mit Refraingesang: Ultraphon A 418 (mx. 10 823), aufgenommen in Berlin, März 1930[8]
- Treuloses Glück, Fox Trot (Theo Mackeben) [als „Die Jagd nach dem Glück (Lied)“]: anon. Sänger auf WECO Tonbildpostkarte Nr. 149 mit Portraits von Theo Mackeben & Lotte Reiniger[9]

Der Film lag der Filmprüfstelle Berlin am 3. Mai 1930 zur Zensur vor. Die Uraufführung, die „mit allen Mitteln der Propaganda in Szene gesetzt“ war, wie Siegfried Kracauer vermerkte, fand am 27. Mai 1930 in Berlin im prächtigen „Marmorhaus“ statt.
In den Vereinigten Staaten lief der Film unter den Titeln Chasing Fortune und The Pursuit of Happiness. In Frankreich hieß er entweder La Chasse a la fortune  oder La Chasse au bonheur.

## Rezeption
Das lang gehegte Wunschprojekt der Ehepaare Carl Koch/Lotte Reiniger und Jean Renoir/Catherine Heßling erwies sich leider als ein drastischer finanzieller Misserfolg, wofür man heute die nachträgliche Vertonung der eigentlich stumm konzipierten Schattenszenen verantwortlich macht. Der Film fand keinen Verleih in Deutschland; nur in England wurde die Silhouetten-Trickfilmsequenz von der Londoner Film Society vorgeführt:
Die Jagd nach dem Glück 1929/1930 – Spielfilm mit Silhouetten-Trickfilmsequenz – „Nach einer Idee von Lotte Reiniger und Alex Strasser“ – Manuskript und Regie: Lotte Reiniger, Carl Koch, Rochus Gliese – Kamera: Fritz Arno Wagner – Schattenspiele: Lotte Reiniger und Berthold Bartosch – Musik: Theo Mackeben – Liedtext: „Treuloses Glück“ – Produktion: Comenius-Film, Berlin – 18 Min., s/w.
Die Jagd nach dem Glück wurde im Mai 1930 nur ein Mal in Berlin öffentlich gezeigt. Der Filmkritiker Wolfgang Duncker rezensierte den Film als ‘Mersus’ in »Berlin am Morgen« vom 29. Mai 1930.
Die Schriftstellerin Thea Sternheim notierte am 27. Mai 1930 in ihrem Tagebuch: „Abends mit Flechtheim in den Lotte Reinigerfilm DIE JAGD NACH DEM GLÜCK, (der Film) ist, bis endlich die rührenden Scherenschnitte Lotte Reinigers kommen, von gähnender Langeweile. Gegen diese Leere kann selbst der Charme einer Hessling nicht an.“